# Koe (rund)

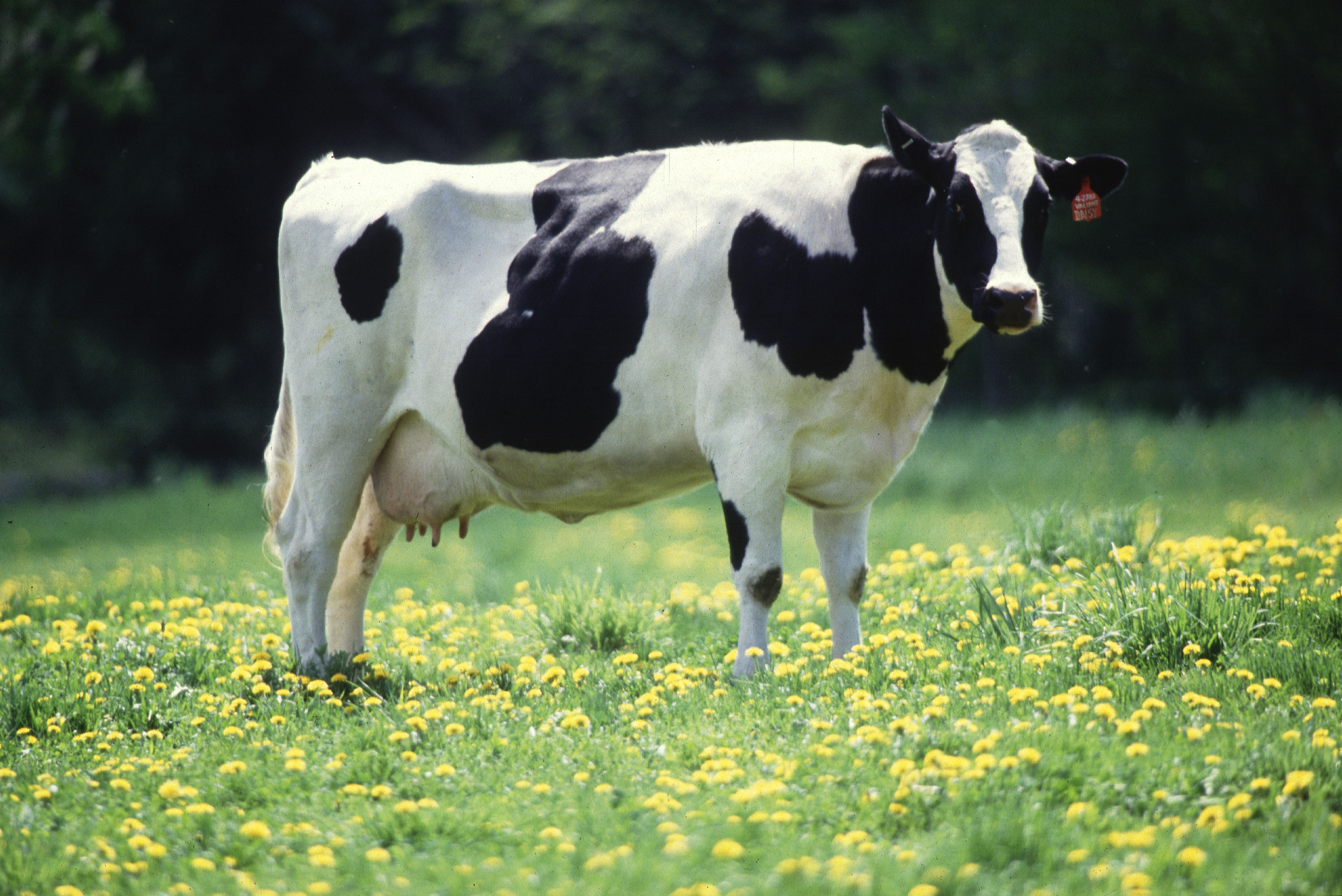
Holstein-Friesian, een Amerikaans zwartbont melkras

Een koe is een vrouwelijk rund en als moederdier een belangrijke producent van melk. Een melkkoe geeft in een lactatieperiode tussen de 5 en 60 liter melk per dag, gemiddeld 25 liter melk per dag. Een koe wordt gemiddeld 315 dagen per jaar gemolken. Dit komt neer op een gemiddelde productie van 8000 liter melk per koe per jaar. Sommige koeien produceren tijdens hun leven wel 100.000 liter melk.
Koeien zijn derhalve belangrijk voor de voedselvoorziening. In de melkveehouderij wordt gestreefd naar een steeds hogere productie per koe per jaar. Een koe kan een leeftijd van vijftien jaar bereiken en in uitzonderlijke gevallen twintig jaar. Tegenwoordig wordt de gemiddelde melkkoe echter maar vijf à zes jaar oud. Het gebeurt vaak dat een koe verminderd vruchtbaar is, klauwproblemen of problemen met de gezondheid van de uier heeft en daarom eerder afgevoerd wordt naar het slachthuis. Ze wordt dan vervangen door een vaars, een jonge koe, met vaak een beter genetisch potentieel. In het kader van de verduurzaming van de sector wordt gezocht naar manieren om koeien een hogere productieve leeftijd te laten bereiken.

## Spijsverteringsstelsel
Een koe behoort tot de herbivoren. Zij trekt het gras met de tong van de grond en maalt het tussen de onderste tanden en de kaken. De koe is een herkauwer en slikt het gras de eerste keer bijna zonder kauwen in. Een koe heeft vier magen. Als de eerste maag, de pens, vol is, komt het gras terug in de mond en kauwt de koe het fijn. Hierna wordt het opnieuw ingeslikt. In de pens wordt het voedsel door micro-organismen gefermenteerd. De tweede maag, de netmaag, zorgt ervoor dat het gefermenteerde voedsel doorstroomt naar de derde maag, de boekmaag. In deze maag wordt het vocht uit het verteerde voedsel gehaald. Als laatste volgt de vierde maag, de lebmaag. Deze maag lijkt het meest op de maag van niet-herkauwende zoogdieren. Hier wordt het voedsel verteerd en naar de dunne darm doorgegeven. In de darm gaat de vertering verder en worden de vrijgekomen voedingsstoffen via de darmwand in het bloed opgenomen. Via het bloed worden de voedingsstoffen getransporteerd naar de plaats waar ze nodig zijn. Onverteerde voedselresten worden via de anus als ontlasting uit het lichaam verwijderd. De ontlasting van een koe wordt als mest gebruikt.

## Van kalf tot koe

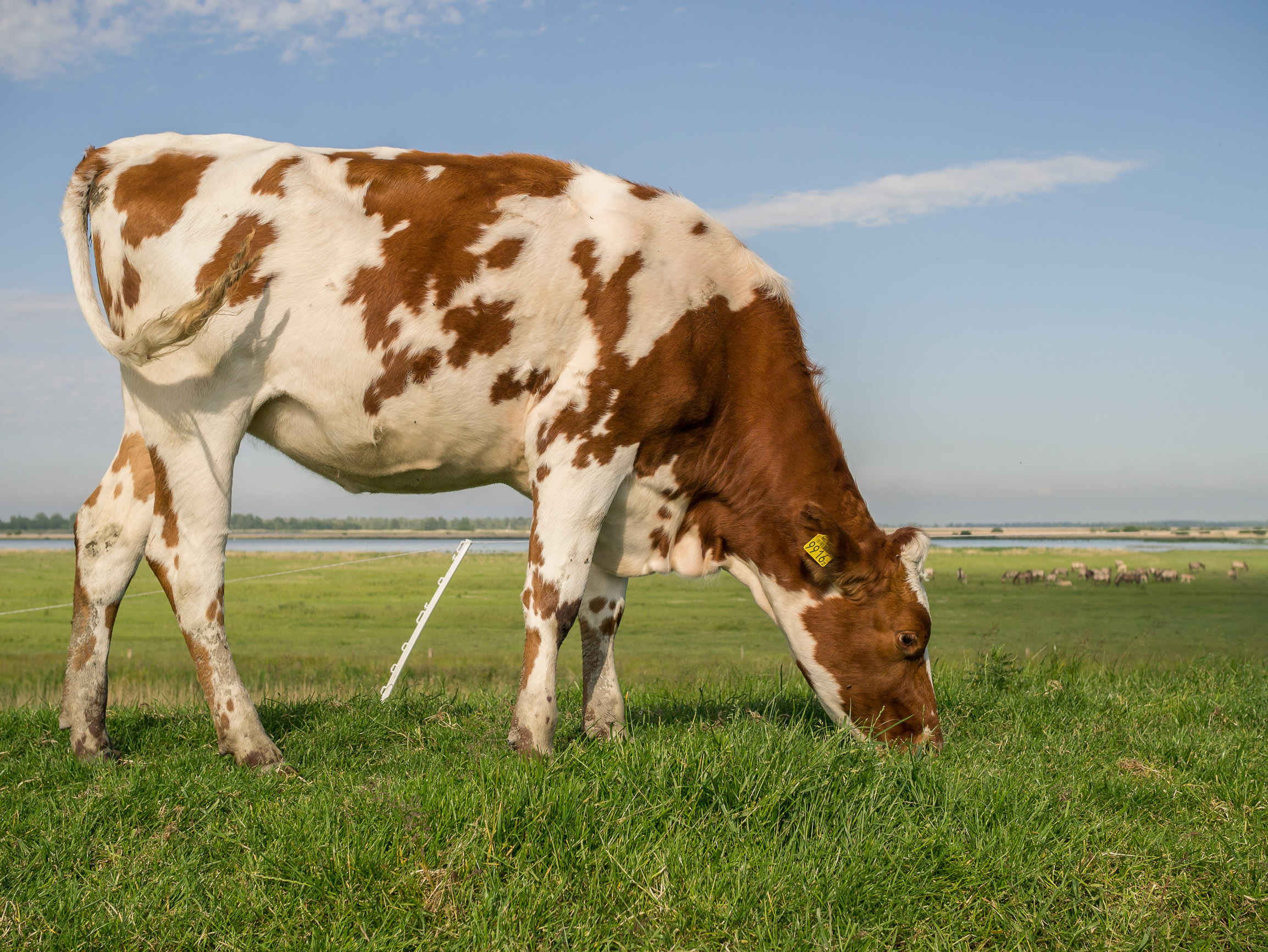
Een roodbonte pink in een weiland

Het jong van een koe is een kalf. Een koe heeft een gemiddelde draagtijd van 281 dagen. Een eenjarig dier is een pink. Ze wordt op een leeftijd van ongeveer vijftien maanden gedekt of geïnsemineerd. Als een pink uiervorming krijgt heet ze een klamvaars. Na het afkalven, het baren van een kalf, heeft ze een leeftijd van ongeveer 24 maanden en is dan een melkvaars. Na ongeveer drie weken kan de vaars opnieuw worden bevrucht. Een koe die klaar is om te worden bevrucht, heet tochtig. Deze tochtigheid herhaalt zich elke drie weken totdat de koe drachtig is. Als een koe voor de tweede keer heeft gekalfd heet ze een schotter, na de derde keer een derdekalfskoe, na de vierde een vierdekalfskoe, enzovoorts.

## Melkkoe, vleeskoe en dubbeldoelkoe
Nederlandse melkkoeien produceerden in 1910 per jaar zo'n 2500 liter melk. In 1950 produceerde een gemiddelde koe 4000 liter per jaar. In 2006 is dat toegenomen tot 7800 l, terwijl sommige koeien nu zelfs 12.000 l/jaar produceren. Deze verhoging van de melkproductie is tot stand gekomen door selectief fokken en door het bijvoeren met krachtvoer. Dit leidt echter tot enkele neveneffecten. De voornaamste hiervan zijn dat melkkoeien veel calcium verliezen waardoor ze vaak aan gewrichtsproblemen lijden en dat er mastitis ontstaat aan de uier door de verhoogde melkproductie.
De melk wordt gevormd in de melkblaasjes van de uier. Melkvormende cellen halen de nodige bestanddelen uit het bloed. Er moet circa 300 tot 400 l bloed door de uier stromen om 1 l melk te maken. Druppels melk verlaten de melkklieren pas wanneer de druk in de melkboezem te groot wordt. Wanneer op de juiste manier op de spenen, op de uier, van een koe wordt geduwd, komt er melk uit. Vanouds ging dat met de hand, maar op moderne boerderijen met veel koeien is dat niet meer haalbaar. Daar wordt dan ook machinaal gemolken met een melkmachine. Een soort klauw met vier speenhouders, rubberen zuignappen, wordt aan de uier van de koe gehangen. Dit wordt mogelijk gemaakt met behulp van een vacuümpomp. Door een zogenaamde pulsator wordt de onderdruk ritmisch gevarieerd om het zuigen van een kalf na te bootsen.
In principe wordt een koe twee keer per dag gemolken, in ieder geval de eerste tien maanden nadat een kalfje is geboren. Vandaar dat het door de veehouder vanuit financieel oogpunt gewenst is dat een koe ieder jaar een kalf krijgt. Een pasgeboren kalf wordt meestal meteen bij de moederkoe weggehaald om ziekteoverdracht te voorkomen. De moeder van het kalf ervaart rouw wanneer zij gescheiden wordt van haar kalf. Uit onderzoek blijkt dat er behalve rouw en stress op korte termijn ook langetermijneffecten zijn op het scheiden van de moederkoe en het kalf. Zo zijn er significante verschillen gebleken in socialisering, stressreacties, cortisol-niveaus en gedrag.
De eerste drie dagen krijgt het kalf, om het afweersysteem op te bouwen, biest met een nepspeen te drinken. De biest is de eerste melk die een koe maakt nadat ze is bevallen. Nadien krijgt het kalf koemelk of kunstmelk te drinken, bestaande uit een cocktail van plasma-eiwitten, mineralen, soja-eiwitten.
Afhankelijk van de soort koe worden kalveren verschillend behandeld. Een gedeelte van de vrouwelijke kalveren blijft op het bedrijf en wordt opgefokt tot melkkoe. Als het om een vleesras gaat, worden de jonge stieren als vleeskalf naar een kalveropfokbedrijf gebracht en blijven daar, om te worden afgemest, tot ze twee jaar zijn. De mannelijke kalveren van melkkoeien behoren niet tot een vleesras en worden al na zes maanden geslacht omdat het niet rendabel is deze op te kweken.
Dubbeldoelkoeien zijn koeien die zowel voor de melk als uiteindelijk voor het vlees gehouden worden.

## Mijlpalen
Een melkkoe kan een paar belangrijke mijlpalen halen in haar leven: een melkproductiemijlpaal en een verworven keuringsstatus.

### Melkproductie
Op het gebied van melkproductie zijn er twee mijlpalen:
- 100.000 liter melk

Dit is normaal gesproken de eerste mijlpaal die een koe haalt, vaak wanneer ze tussen de twaalf en zestien jaar is. Doordat koeien meer melk zijn gaan geven, wordt deze mijlpaal tegenwoordig steeds vaker gehaald. Eerder werd er een feest gegeven, tegenwoordig krijgt men alleen nog maar een certificaat van het stamboek.
- 10.000 kg vet en eiwit.

Deze mijlpaal is veel moeilijker te halen. Wanneer een koe in haar hele leven meer dan 10.000 kg vet en eiwit heeft gegeven, wordt ze gehuldigd, vaak samengaand met een feestje. De koe heeft dan ongeveer tussen de 125.000 en 150.000 liter melk gegeven.

### Melkproductierecords
- Het record op productie van koemelk op één dag staat sinds 1997 op naam van een Zuid-Afrikaanse koe met 111,2 liter. Ze verbrak daarmee het oudere record van 109,3 liter.[9][10]
- Het Belgische record staat op naam van Katrien die in 2005 87,4 liter leverde en daarmee het oude record van 74 liter verbrak.[11]
- Tegen juli 2020 waren wereldwijd 24 koeien (waaronder 4 in Nederland) erin geslaagd om tijdens hun leven 200.000 liter melk te produceren.[12]

### Rundveeshows
Bij een rundveeshow worden de te keuren koeien per groep ingedeeld. Bij roodbont zijn dat roodbont vaarzen, roodbont midden en roodbont oud. Per groep worden kleinere groepen ingedeeld die gelijktijdig de showring in gaan. De winnares van een groepje krijgt de status 1A of 1B en mag verder naar de finale. Hieruit wordt een kampioen en een reservekampioen gekozen. Alle kampioenen en reservekampioenen gaan strijden voor de titel algemeen kampioen. Hoe groter de show, hoe belangrijker de prijs.
In Nederland zijn diverse grote shows waar koeien worden gekeurd: de HHH show, de tweejaarlijkse Nationale Rundvee Manifestatie, de CRV KoeExpo en de Fokveedag in Hoornaar. Er is ook een Europees kampioenschap.

### Exterieur
Een koe kan op lichaamsbouw worden beoordeeld, dit is keuring op exterieur. Een keurmeester waardeert de koe door haar punten te geven voor verschillende onderdelen. Een vaars kan in totaal tussen de 71 en 89 punten behalen. Een score VG89 houdt in dat de vaars bijna perfect is. Op oudere leeftijd kan zij opnieuw worden gekeurd en de status excellent krijgen als het aantal punten tussen EX90 en EX99 ligt. Hoger dan EX95 is in Nederland nog nooit gegeven. De gemiddelde beoordeling bedraagt in Nederland 82,3 punten.

## Afbeeldingen

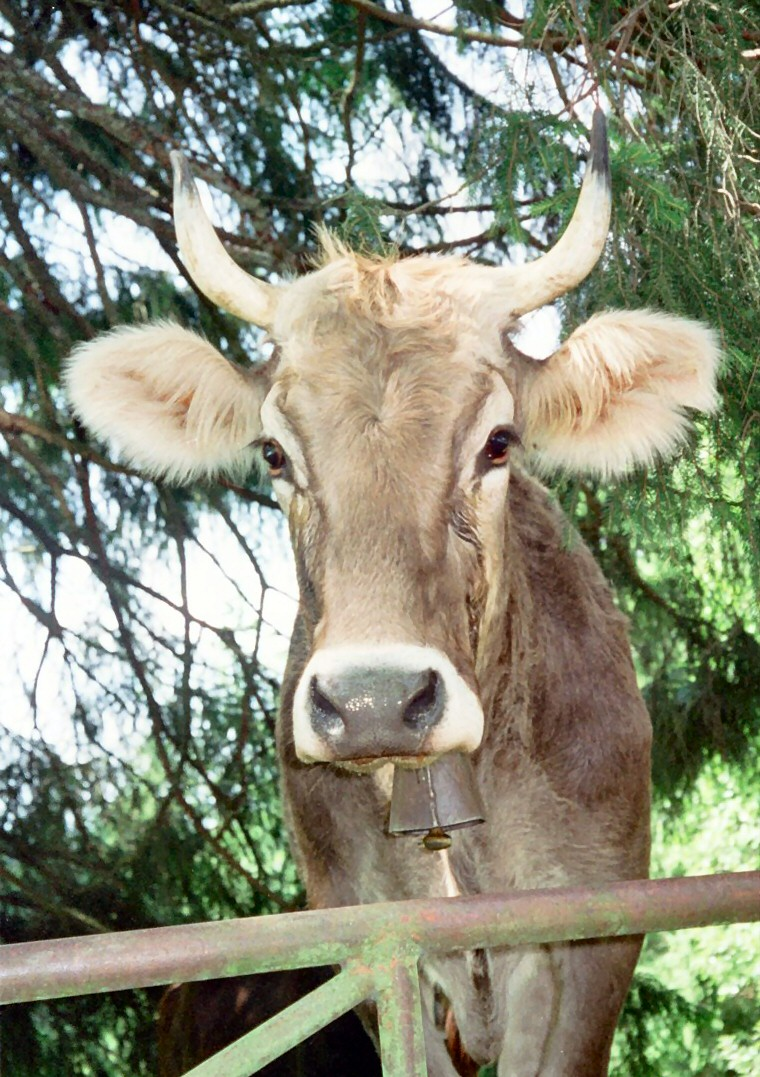
Zwitserse koe
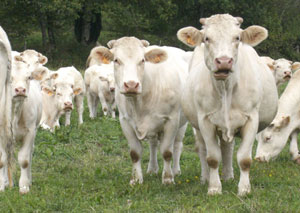
Charolais in Frankrijk
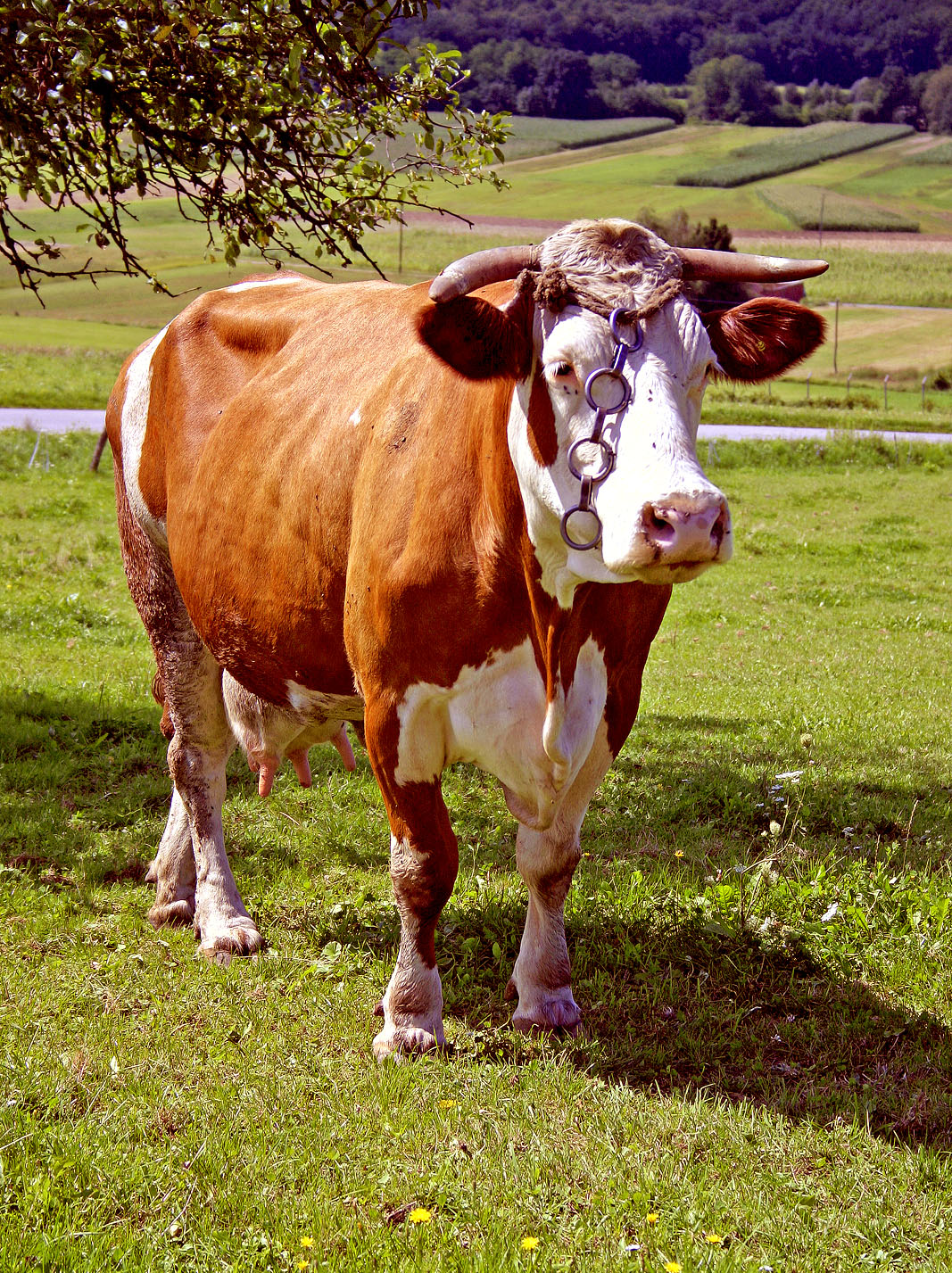
Een Simmentaler melkkoe in Slovenië
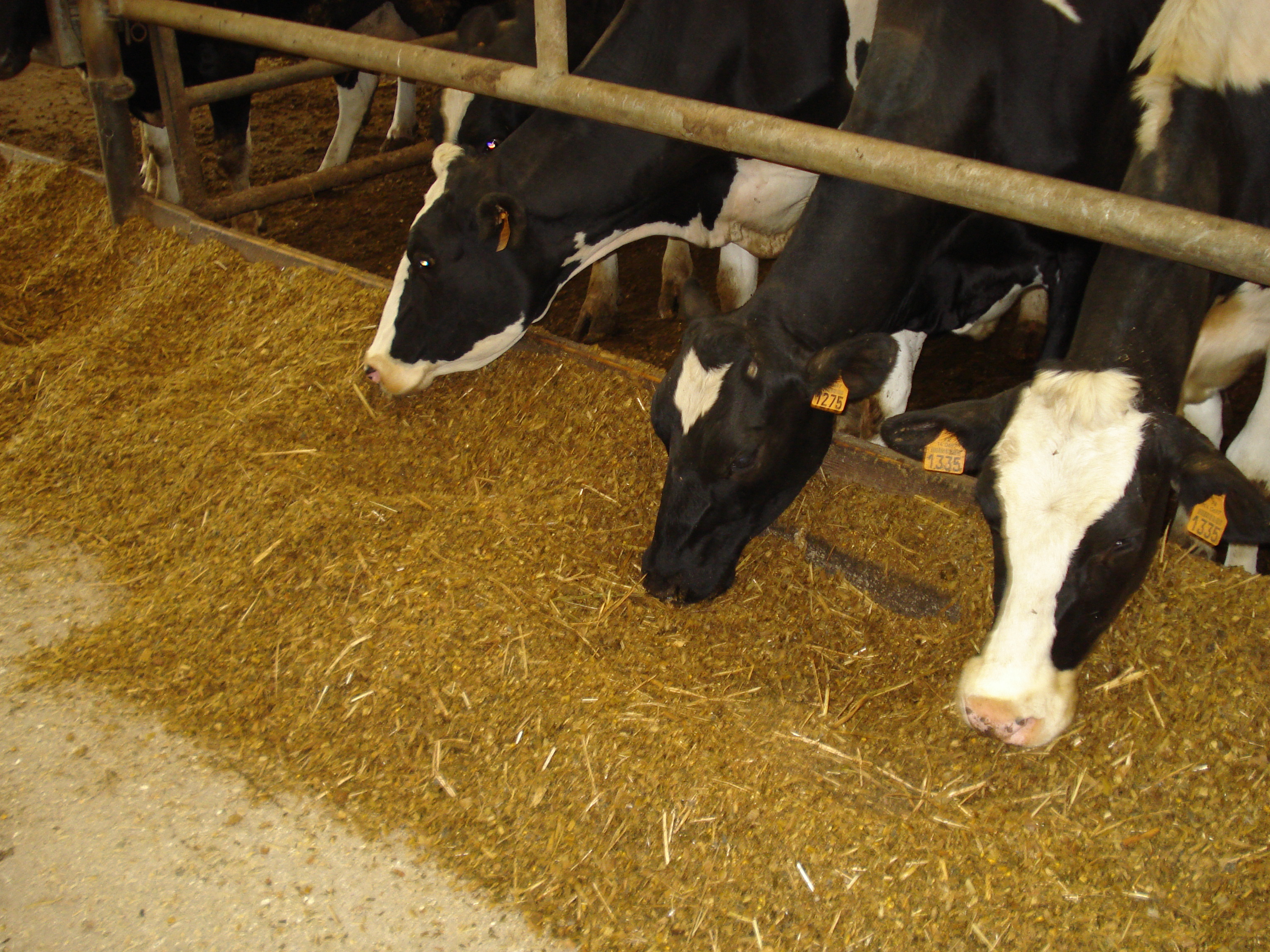
Koeien op stal, etend
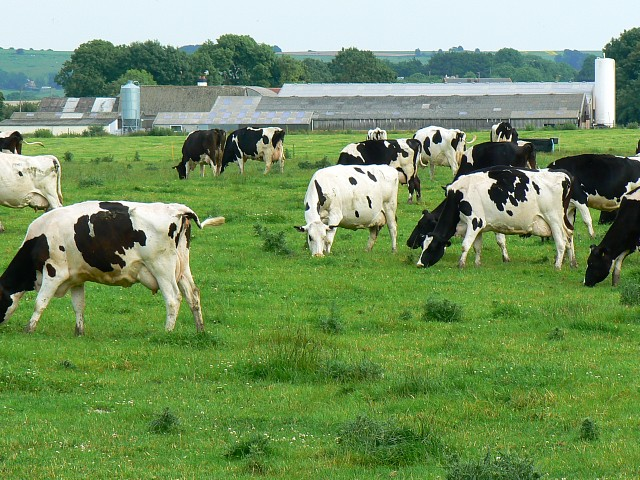
Een kudde melkvee
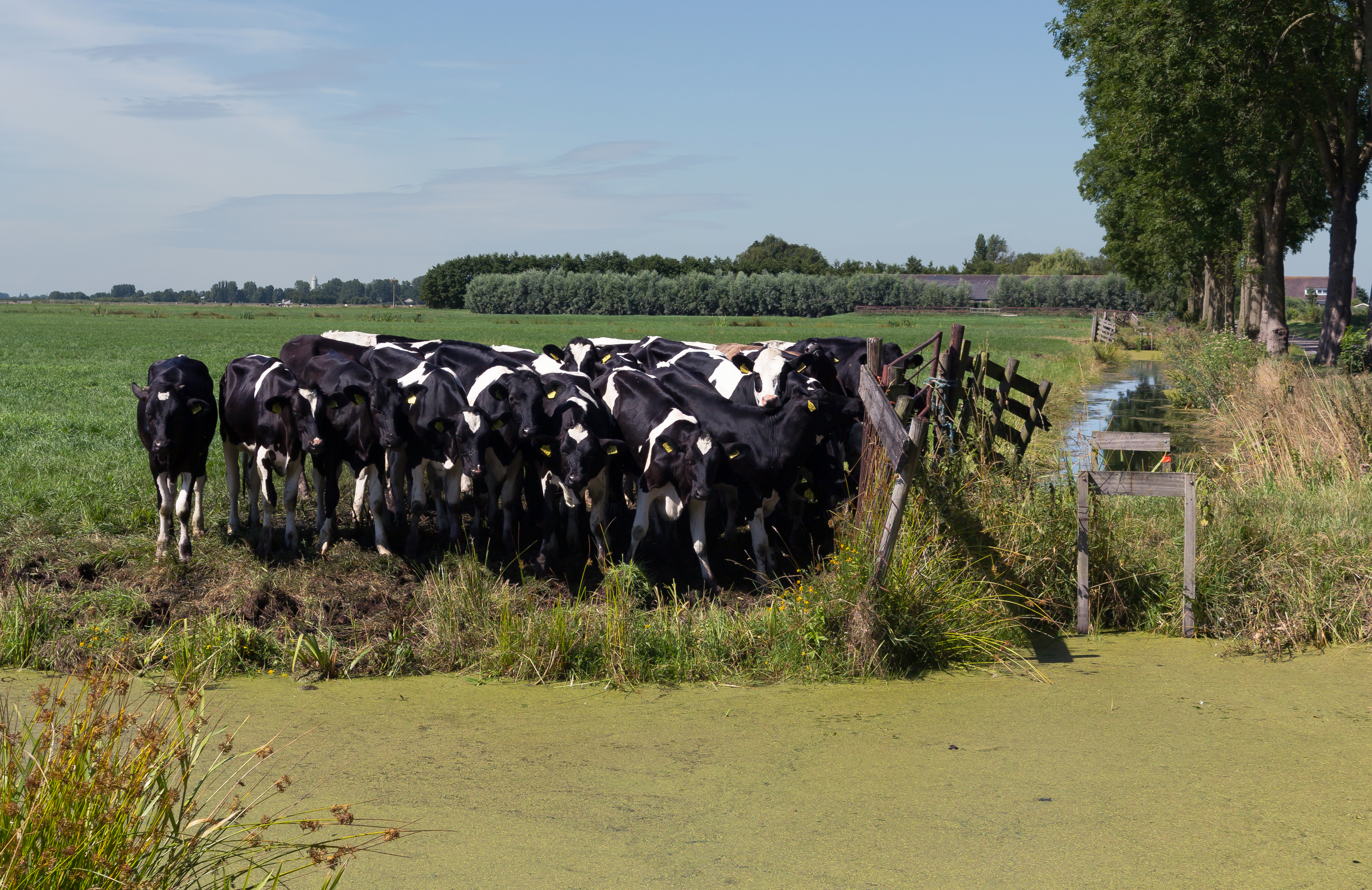
Koeien in de polder
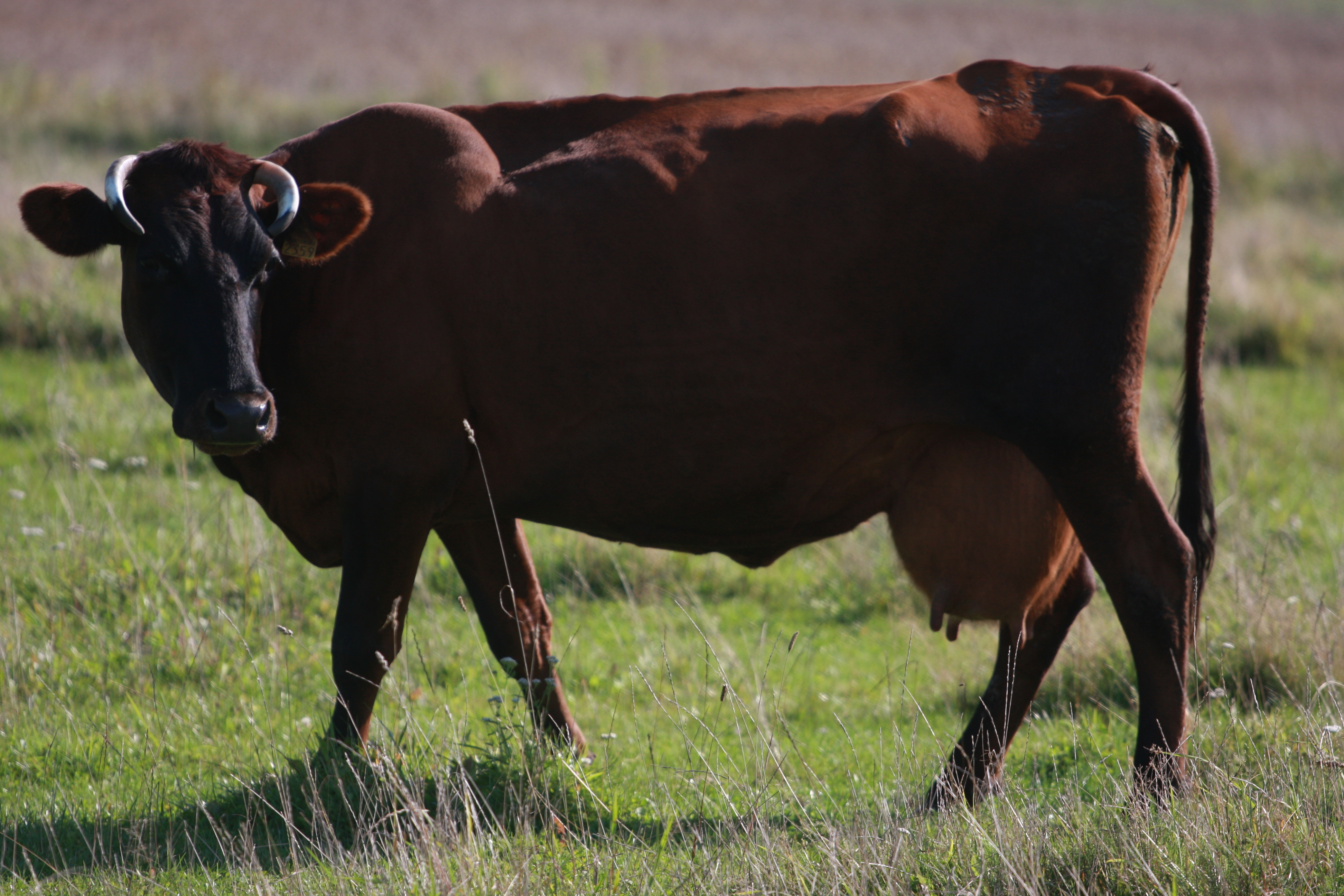
Een melkkoe in Letland

## Video's
- In een Haarlems slachthuis onderzoekt een witgejaste medewerker de inhoud van een koeienmaag en vist er een kettinkje uit; de directeur van het slachthuis toont een verzameling voorwerpen die in de loop der tijd uit koeienmagen tevoorschijn is gekomen, 1943.
- De koeien van boer Kruiswijk mogen naar de wei na de winter op stal te hebben gestaan, 1959
- De melkkoe Christina wordt op de boerderij van de heer Dijkstra te Oldehove onder grote belangstelling gehuldigd voor haar record van 100.000 liter melk, 1964